# Dennie Christian

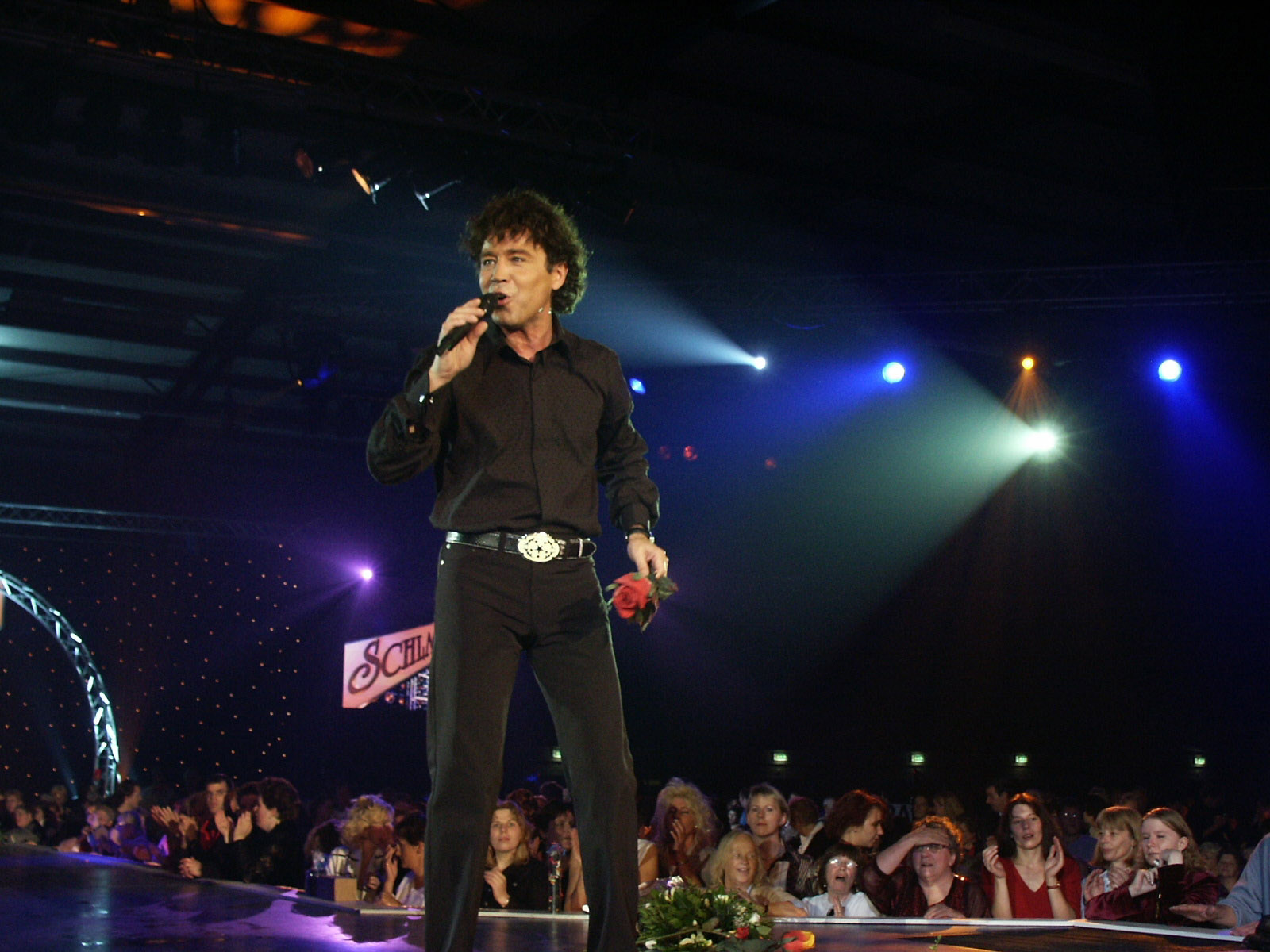
Dennie Christian tijdens een optreden in Zuidbroek (2001)

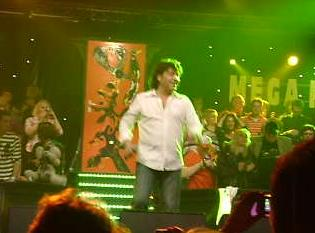
Dennie Christian op het Mega Piraten Festijn in Marum (2008)

Dennie Christian, pseudoniem van Bernhard Althoff (Bergisch Gladbach, 22 mei 1956), is een Duits schlagerzanger en presentator, die bekendheid geniet in zowel Duitsland als in de Benelux. In Nederland is hij vooral bekend om zijn verdiensten als zanger; hij wordt alom geroemd om zijn uitstekende beheersing van het Nederlands dat hij bijna accentloos spreekt.

## Levensloop
Dennie Christian nam als 17-jarige zijn eerste plaat op, met de titel Jede große Liebe hat ein Happy-End ("Elke grote liefde heeft een happy end"). Die plaat werd geen succes. Christian brak door in 1975 met zijn vierde liedje Rosamunde, waarmee hij in januari 1975 de eerste plaats bereikte in de ZDF-Hitparade. Er volgden nog enkele opnamen en toen werd het wat stiller rond de zanger. In 1980 was hij voornamelijk presentator bij verschillende televisiezenders. Van 1982 tot 1991 presenteerde hij, als opvolger van Freddy Quinn, het jaarlijkse schlagerfestival van Kerkrade in Nederland. Na de dood van zijn manager, vriend en festival-organisator Harry Thomas in 1991 nam hij ook de organisatie van het festival over. In de jaren tachtig en negentig van de twintigste eeuw presenteerde Christian het schlagerprogramma 'Musikcafe' op de televisiezender RTL-plus. Daarna probeerde hij het opnieuw als zanger en richtte zich meer op de volkse muziek. Aan het einde van de jaren tachtig maakte hij een comeback in Duitsland.
Ook nam hij voor de Nederlandse markt verschillende nummers op in het Nederlands, waaronder in 1985 het nummer Zaterdagavond, een duet met zangeres Mieke. In 2009 werd dit nummer in kwartet opnieuw uitgebracht, met nu ook Christoff en Lindsay.
Dennie Christian is in Vlaanderen niet alleen op het podium te zien. Sinds 2016 presenteert hij op zondagmorgen bij MENT TV zijn eigen programma 40 jaar Duits Schlagerfestival, waarin hij wekelijks de geschiedenis van schlagers uit Duitsland, Nederland en Vlaanderen combineert met persoonlijke anekdotes. Zijn programma loopt niet alleen in Vlaanderen en Brussel op televisie, maar is op hetzelfde moment ook online via een livestream te beluisteren.
In 2011 was Christian een van de deelnemers aan het eerste seizoen van Ali B op volle toeren waarbij hij gekoppeld werd aan rapper Yes-R. Volgens de formule van dit programma maakte Dennie een schlagerversie van Yes-R's nummer Uit elkaar (Ik ben niet meer van jou) en moest de rapper, samen met presentator Ali B en producer Brownie Dutch, een rapremake maken van Christians meervoudige hit Rosamunde. Christiaan bereikte nummer 12 in de Single Top 100 met zijn versie van Uit elkaar (Ik ben niet meer van jou). De rapremake van Rosamunde bereikte nummer 38 in de Nederlandse Top 40 en nummer 7 in de Single Top 100. Rosamunde 2011 stond 2 weken genoteerd in de Nederlandse Top 40.
In 2012 had Christian een gastrol in de derde aflevering van het derde seizoen van Toren C. In de film Ron Goossens, Low Budget Stuntman uit 2017 speelt hij een zanger die op alle spectaculaire momenten spontaan in beeld komt, met covers van Push it to the limit en Ik leef niet meer voor jou. In juni 2017 was hij deelnemer in het programma Beste Zangers, waarin hij diverse nummers van andere zangers/zangeressen vertolkte. Door zijn deelname aan het programma kwam Christian weer in de schijnwerpers, wat vele nieuwe boekingen van de zanger tot gevolg had.
In 2019 was Christian te zien als een van de 100-koppige jury in het televisieprogramma All Together Now. Daarnaast was Christian gastartiest tijdens de concerten van De Toppers in de Johan Cruijff ArenA. Op 15 mei dat jaar presenteerde hij bij NPO Radio 2 zijn single Een leven lang.

## Persoonlijk
Hij was een druk baasje als kind en bezocht door zijn wildheid in de puberteit verschillende scholen. Door die baldadigheid en vrijpostigheid werd hij later juist zo populair.
Op 10 september 1981 trad Christian in Heerlen in het huwelijk met de Duitse Roswitha Smid. Het echtpaar had een dochter Romina en een zoon Aljoscha. Roswitha overleed op 4 december 2020 op 63-jarige leeftijd.

## Verdiensten
Christian behaalde één platina plaat, elf gouden platen en twee gouden singles.

## Discografie

### Albums
| Album met eventuele hitnotering(en) in de Nederlandse Album Top 100 | Datum van verschijnen | Datum van binnenkomst | Hoogste positie | Aantal weken | Opmerkingen                                              |
| ------------------------------------------------------------------- | --------------------- | --------------------- | --------------- | ------------ | -------------------------------------------------------- |
| Guust Flater en de Marsupilami                                      | 1978                  | 14-10-1978            | 12              | 12           |                                                          |
| 1984                                                                | 1984                  | 29-09-1984            | 48              | 1            |                                                          |
| De beste van Dennie Christian                                       | 1985                  | 18-05-1985            | 21              | 16           | Verzamelalbum                                            |
| Hollandse hits met Dennie & Mieke                                   | 1986                  | 12-04-1986            | 6               | 24           | met Mieke                                                |
| Dennie Christian                                                    | 1987                  | 11-04-1987            | 30              | 6            |                                                          |
| Vrolijk Kerstfeest                                                  | 1987                  | 12-12-1987            | 8               | 5            | met Mieke, Micha Marah & Freddy Breck                    |
| Festival                                                            | 1989                  | 28-10-1989            | 96              | 2            |                                                          |
| Samen uit                                                           | 1990                  | 06-01-1990            | 89              | 8            |                                                          |
| Kerstfeest met                                                      | 1991                  | 14-12-1991            | 81              | 2            | met Mark en Dave, Marga Bult, Freddy Breck & Micha Marah |
| Schlagerparty                                                       | 1992                  | 29-08-1992            | 92              | 1            |                                                          |
| 20 Jaar                                                             | 1993                  | 29-05-1993            | 46              | 6            | Verzamelalbum                                            |
| Ik ga mijn weg - 40 jaar Dennie Christian                           | 2014                  | 03-05-2014            | 16              | 1*           |                                                          |

### Verdere albums
- 1975: Rosamunde
- 1978: Tom Tolpatsch und der Marsupilami
- 1981: Liefde
- 1983: Een Kind
- 1994: Du hast mir total den Kopf verdreht
- 1996: Warum nicht mit mir
- 1998: Alles inclusive
- 2012: Droom met me mee

### Compilaties
- 1983: 10 jaar Dennie Christian
- 1997: Im Land, wo die Träume wohnen
- 2004: Immer noch und immer wieder – Best of …
- 2006: Het Beste van

### Singles
| Single met eventuele hitnotering(en) in de Nederlandse Top 40 | Datum van verschijnen | Datum van binnenkomst | Hoogste positie | Aantal weken | Opmerkingen                                                         |
| ------------------------------------------------------------- | --------------------- | --------------------- | --------------- | ------------ | ------------------------------------------------------------------- |
| Rosamunde                                                     | 1975                  | 08-02-1975            | 3               | 9            | Nr. 2 in de Single Top 100                                          |
| Besame mucho                                                  | 1976                  | 30-10-1976            | 8               | 11           | Nr. 10 in de Single Top 100                                         |
| Wij zijn twee vrienden                                        | 1978                  | 30-09-1978            | 6               | 14           | met Guust Flater en de Marsupilami / Nr. 2 in de Single Top 100     |
| Het slorklied                                                 | 1979                  | 22-09-1979            | tip11           | -            | Nr. 46 in de Single Top 100                                         |
| Vrijheid en vrede                                             | 1980                  | 11-10-1980            | tip11           | -            | Nr. 38 in de Single Top 100                                         |
| Liefde is als een roos                                        | 1981                  | 14-11-1981            | 38              | 3            | met Pierre Kartner / Nr. 38 in de Single Top 100                    |
| Vriendschap                                                   | 1982                  | 16-10-1982            | tip19           | -            |                                                                     |
| Oh Nederland                                                  | 1983                  | 26-03-1983            | tip14           | -            | Nr. 45 in de Single Top 100                                         |
| Schlagerfestival 1                                            | 1983                  | 24-12-1983            | 17              | 5            | met Roy Black / Nr. 12 in de Single Top 100                         |
| Schlagerparade / Vrijheid                                     | 1984                  | 29-09-1984            | 31              | 4            | Nr. 23 in de Single Top 100                                         |
| Zaterdagavond                                                 | 1985                  | 23-03-1985            | 25              | 6            | met Mieke / Nr. 24 in de Single Top 100                             |
| Als de zon                                                    | 1985                  | 25-05-1985            | tip16           | -            | Nr. 45 in de Single Top 100                                         |
| Schlagercarrousel                                             | 1985                  | 31-08-1985            | tip12           | -            | Nr. 33 in de Single Top 100                                         |
| Gelukkig zijn                                                 | 1985                  | 07-12-1985            | tip11           | -            | met Mieke / Nr. 32 in de Single Top 100                             |
| 'n Avond om nooit te vergeten                                 | 1986                  | 12-04-1986            | tip11           | -            | met Mieke / Nr. 32 in de Single Top 100                             |
| Vakantie                                                      | 1986                  | 28-06-1986            | tip11           | -            | met Mieke & Freddy Breck / Nr. 31 in de Single Top 100              |
| Kom ga maar met me mee / Bezinning                            | 1986                  | 06-09-1986            | tip13           | -            | Nr. 47 in de Single Top 100                                         |
| Schlagergoud                                                  | 1987                  | -                     |                 |              | Nr. 61 in de Single Top 100                                         |
| Wie gaat er mee                                               | 1987                  | -                     |                 |              | met Micha, Mieke & Freddy / Nr. 89 in de Single Top 100             |
| Kus me toch                                                   | 1987                  | -                     |                 |              | Nr. 82 in de Single Top 100                                         |
| Echte vrienden blijven vrienden                               | 1987                  | 19-12-1987            | tip12           | -            | met Mieke, Freddy Breck & Micha Marah / Nr. 42 in de Single Top 100 |
| Kom maar in m'n armen schat                                   | 1988                  | 30-04-1988            | tip8            | -            | met Mieke / Nr. 34 in de Single Top 100                             |
| Onze liefde                                                   | 1988                  | -                     |                 |              | Nr. 81 in de Single Top 100                                         |
| Ik wil met je dansen                                          | 1988                  | -                     |                 |              | Nr. 62 in de Single Top 100                                         |
| Samen dansen                                                  | 1989                  | -                     |                 |              | met Micha & Freddy Breck / Nr. 77 in de Single Top 100              |
| Je hebt mammie's ogen                                         | 1989                  | 08-04-1989            | tip19           | -            | Nr. 46 in de Single Top 100                                         |
| Susan                                                         | 1989                  | 08-07-1989            | tip16           | -            | Nr. 51 in de Single Top 100                                         |
| Santa Fe                                                      | 1989                  | -                     |                 |              | Nr. 69 in de Single Top 100                                         |
| Wij gaan door tot midden in de nacht                          | 1989                  | -                     |                 |              | Nr. 62 in de Single Top 100                                         |
| Wij gaan door tot midden in de nacht                          | 1990                  | 27-01-1990            | tip10           | -            | met De Deurzakkers / Nr. 56 in de Single Top 100                    |
| Kom ga vanavond mee                                           | 1991                  | 19-10-1991            | tip17           | -            | Nr. 44 in de Single Top 100                                         |
| Jij bent sowieso mijn type                                    | 2002                  | -                     |                 |              | Nr. 33 in de Single Top 100                                         |
| Kunnen wij het maken                                          | 2003                  | -                     |                 |              | met Bad Brothers / Nr. 56 in de Single Top 100                      |
| Dit is liefde                                                 | 2005                  | -                     |                 |              | Nr. 99 in de Single Top 100                                         |
| Besame mucho (2010 versie)                                    | 2010                  | -                     |                 |              | Nr. 14 in de Single Top 100                                         |
| Mamacita                                                      | 2010                  | -                     |                 |              | Nr. 18 in de Single Top 100                                         |
| Mijn mooiste gedachte                                         | 2010                  | -                     |                 |              | Nr. 23 in de Single Top 100                                         |
| Ik ben niet meer van jou...uit elkaar                         | 2011                  | -                     |                 |              | Nr. 12 in de Single Top 100                                         |
| Laat me nog één keer met je dromen                            | 2011                  | -                     |                 |              | Nr. 29 in de Single Top 100                                         |
| Hallo                                                         | 2011                  | -                     |                 |              | Nr. 21 in de Single Top 100                                         |
| Als de liefde jouw naam roept                                 | 2012                  | -                     |                 |              | Nr. 24 in de Single Top 100                                         |
| M'n hart huilt van verdriet                                   | 2012                  | -                     |                 |              | Nr. 27 in de Single Top 100                                         |
| Tijd voor wat gezelligheid                                    | 2013                  | -                     |                 |              | Nr. 37 in de Single Top 100                                         |
| Hoeba hop (Marsupilami)                                       | 2013                  | -                     |                 |              | met het Feestteam / Nr. 64 in de Single Top 100                     |
| Eens komt de dag                                              | 2013                  | -                     |                 |              | Nr. 27 in de Single Top 100                                         |
| Fenomeen                                                      | 2013                  | -                     |                 |              | Nr. 34 in de Single Top 100                                         |
| Mijn Rosanna                                                  | 2014                  | -                     |                 |              | Nr. 37 in de Single Top 100                                         |
| Ik kijk je aan                                                | 2014                  | -                     |                 |              | Nr. 63 in de Single Top 100                                         |
| Oogverblindend                                                | 2018                  | -                     |                 |              |                                                                     |
| Een leven lang                                                | 2019                  | -                     |                 |              |                                                                     |
| Tellie op stil                                                | 2022                  | -                     |                 |              | met The Dean                                                        |

| Single met hitnotering(en) in de Vlaamse Ultratop 50 | Datum van verschijnen | Datum van binnenkomst | Hoogste positie | Aantal weken | Opmerkingen                                                     |
| ---------------------------------------------------- | --------------------- | --------------------- | --------------- | ------------ | --------------------------------------------------------------- |
| Rosamunde                                            | 1975                  | -                     |                 |              | Nr. 7 in de Radio 2 Top 30                                      |
| Besame mucho                                         | 1976                  | -                     |                 |              | Nr. 4 in de Radio 2 Top 30                                      |
| Wij zijn twee vrienden                               | 1978                  | -                     |                 |              | met Guust Flater en de Marsupilami / Nr. 3 in de Radio 2 Top 30 |
| Schlagerfestival 1                                   | 1983                  | -                     |                 |              | met Roy Black / Nr. 23 in de Radio 2 Top 30                     |

- Gemeinsame Normdatei: 134669800
- MusicBrainz: 66701eaa-cc41-40cf-8790-650eaa2d4ef5
- Nederlandse Thesaurus van Auteursnamen: 096874775
- Virtual International Authority File: 79722674
- WorldCat: E39PBJtRKPYdPp7tGwFx3pk7HC